# Francisco Carlos Soares Luz
Francisco Carlos Soares Luz es un diplomático brasilero.
Hijo de Eunice Soares Luz y Francisco Luz, en 1983 se graduó en Relaciones Internacionales en la Universidad de Brasilia y asistió a un curso preparatorio para la carrera diplomática.
En 1984 fue secretario de embajada de tercera clase.
De 1995 a 1998 fue coordinador ejecutivo del departamento de comunicaciones y documentación de la Ministerio de Relaciones Exteriores (Brasil)
De 1988 a 1992 fue secretario de embajada en Buenos Aires.
De 1992 a 1995 fue secretario de embajada en La Habana.
De 1998 a 2001 fue secretario de embajada en Washington D. C.
De 2001 a 2004 fue secretario de primera clase en Pretoria y fungió como Encargado de negocios.
De 2004 a 2009 fue secretario de primera clase en Maputo (Mozambique) y fungió en 2008 como Encargado de negocios.
En 2007 fue ministro de embajada de segunda clase en Harare.
De 2009 a 2104 fue embajador en Dar es-Salam.
El 14 de julio de 2015 fue designado embajador en Amán, Jordania.